# Trẻ em đường phố

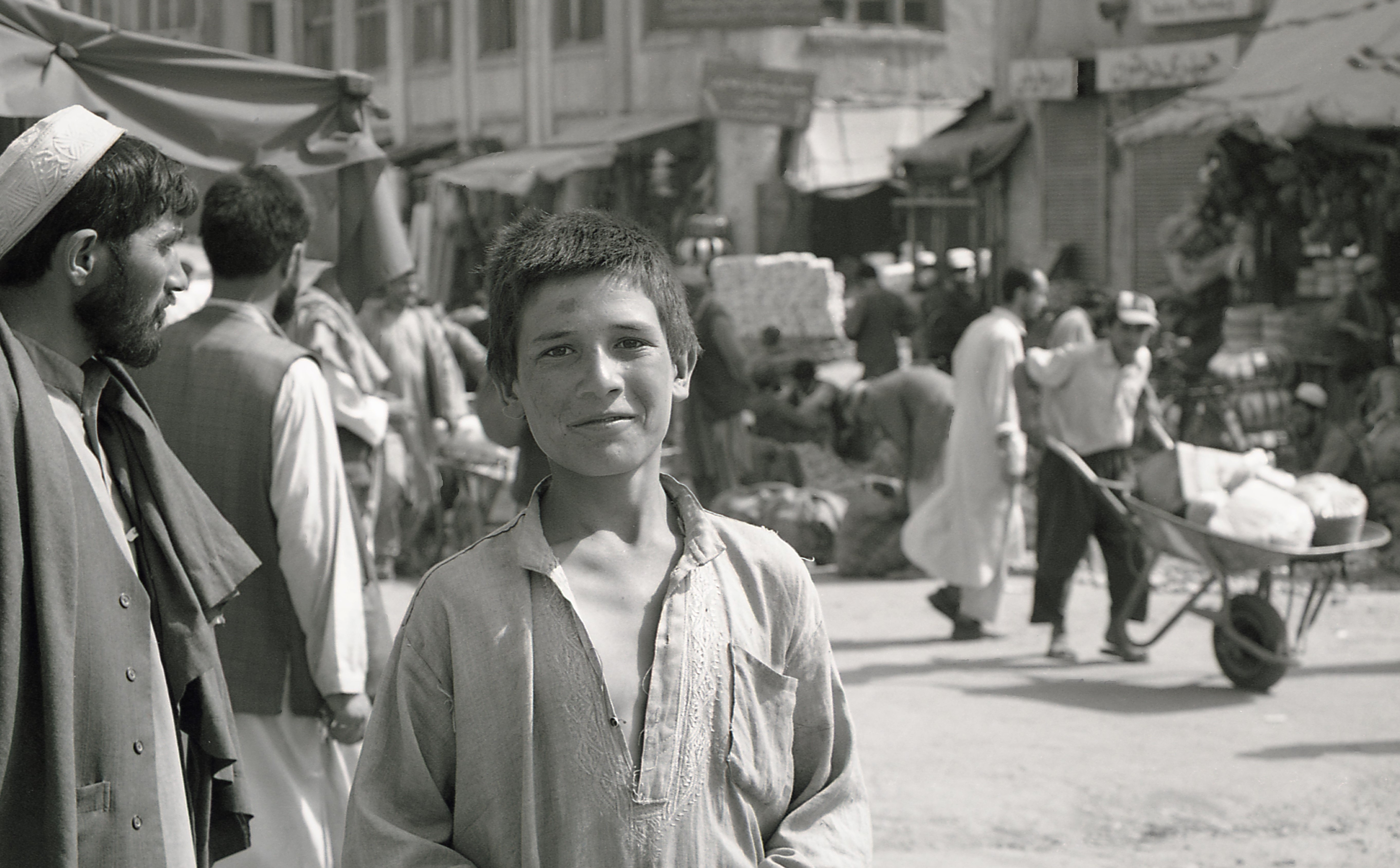
Trẻ em đường phố người Afghanistan cười trước ống kính tại khu vực buôn bán ở Kabul, Afghanistan (tháng 6 năm 2003).

Trẻ em đường phố, hay trẻ bụi đời, trẻ em lang thang là những đứa trẻ sống trên các đường phố của một thành phố. Chúng hoàn toàn không có sự chăm sóc và bảo vệ của gia đình. Đa số trẻ em trên các đường phố nằm trong khoảng từ 5 đến 17 tuổi, và số lượng của chúng trong các thành phố có sự khác biệt. Trẻ em đường phố sống trong các toà nhà bỏ hoang, các hộp các tông, công viên hay trên chính đường phố. Đã có nhiều nỗ lực được viết ra để định nghĩa trẻ em đường phố, nhưng khó khăn lớn nhất là không có các tiêu chí chính xác, mà là một sự liên tục, giữa những đứa trẻ thỉnh thoảng ở trên các con phố và ngủ trong một ngôi nhà với những người cha mẹ không quan tâm, với những đứa trẻ sống hoàn toàn trên các đường phố và không có sự chăm sóc hay giám sát của người lớn.
Một bộ định nghĩa được chấp nhận rộng rãi, thường được cho là của UNICEF, phân chia trẻ em đường phố theo hai tiêu chí chính:
1. Trẻ em đường phố là những đứa trẻ tham gia vào một số hoạt động kinh tế từ ăn xin tới bán dạo. Đa số về nhà vào cuối ngày và góp phần kiếm được của mình cho gia đình. Chúng có thể đến trường và vẫn có cảm giác thuộc về một gia đình. Bởi sự mong manh kinh tế của gia đình, nhưng đứa trẻ đó có thể cuối cùng sẽ lựa chọn một cuộc sống thường xuyên trên đường phố.
2. Trẻ em đường phố thực tế sống trên đường phố (hay bên ngoài một môi trường gia đình bình thường). Các mối quan hệ gia đình có thể hiện diện nhưng mong manh và chỉ được duy trì không thường xuyên.[1]

Trẻ em đường phố có mặt tại nhiều thành phố lớn, đặc biệt tại các nước đang phát triển, và có thể là đối tượng bị lạm dụng, bỏ bê, khai thác, hay thậm chí trong những trường hợp cực đoan có thể bị giết hại bởi các "đội dọn dẹp" do các doanh nghiệp hay cảnh sát địa phương thuê.
Tại Mỹ Latinh, một lý do thường thấy là việc bỏ rơi trẻ em bởi các gia đình nghèo, không thể nuôi dưỡng tất cả những đứa con. Tại châu Phi, một nguyên nhân ngày càng gia tăng là bệnh AIDS.

## Các định nghĩa
Vấn đề làm sao định nghĩa một đứa trẻ đường phố đã gây ra nhiều cuộc tranh luận và đã được Sarah Thomas de Benítez tóm tắt một cách hữu hiệu trong, "The State of the World's Street Children: Violence" (Tình trạng Trẻ em Đường phố Thế giới: Bạo lực).
‘Trẻ em đường phố đang dần được các nhà xã hội học và nhân chủng học công nhận là một tiêu chí được xây dựng về mặt xã hội rằng trong thực tế nó không hình thành một nhóm dân số hay hiện tượng thuần nhất và được định nghĩa rõ ràng (Glauser, 1990; Ennew, 2000; Moura, 2002). ‘Trẻ em đường phố’ gồm những trẻ em ở một trong nhiều hoàn cảnh và tính chất khác nhau mà các nhà lập chính sách và những người hoạt động xã hội cho là khó miêu tả và xác định chúng. Khi bỏ đi nhãn ‘trẻ em đường phố’, các cá nhân cô bé, cậu bé ở mọi lứa tuổi được thấy sống và làm việc ở những nơi công cộng, có thể được thấy ở đại đa số các trung tâm đô thị của thế giới.
Định nghĩa ‘trẻ em đường phố’ vẫn đang bị tranh cãi, nhưng nhiều nhà hoạt động và nhà lập chính sách sử dụng ý tưởng của UNICEF về những đứa trẻ trai hay gái có độ tuổi dưới 18 với chúng ‘đường phố’ (gồm cả những ngôi nhà bỏ hoang và các khu đất trống) đã trở thành ngôi nhà và/hay nơi sinh sống, và những đứa trẻ không được bảo vệ hay giám sát đầy đủ (Black, 1993).

### Các tên gọi
Trẻ em đường phố (street children) là một thuật ngữ được sử dụng rộng rãi trong tiếng Anh và có nhiều từ đồng nghĩa trong các ngôn ngữ khác như tiếng Pháp (les enfants des rues), tiếng Tây Ban Nha (niños de la calle), tiếng Bồ Đào Nha (meninos da rua), tiếng Hungary (utcagyerekek), tiếng Romania (copiii străzii) và tiếng Đức (Straßenkinder). Street kids cũng thường được sử dụng dù thỉnh thoảng nó mang nghĩa miệt thị.
 Trong các ngôn ngữ khác những đứa trẻ sống và/hay làm việc trên các đường phố được gọi bằng nhiều cái tên. Một số ví dụ được liệt kê ở dưới đây:
"gamín" (từ tiếng Pháp gamin, đứa trẻ) và "chinches" (rệp giường) tại Colombia, "pivetes" (những tên tội phạm nhí/những kẻ sống bên lề) ở Rio de Janeiro, "pájaro frutero" (chim ăn quả) và "pirañitas" (những con piranhas nhỏ) tại Peru, "polillas" (nhậy) ở Bolivia, "resistoleros" (những kẻ hít keo; Resistol là một nhãn hiệu chính) tại Honduras, "scugnizzi" (đầu quay) tại Naples, "беспризорники" (người không có cuộc sống được giám sát) tại Nga, "Batang Lansangan" hay "Pulubi" tại Philippines, "Bụi Đời" ở Việt Nam, "saligoman" (những đứa trẻ bẩn thỉu) ở Rwanda, hay "poussins" (gà con), "moustiques" (muỗi) ở Cameroon và "balados" (những kẻ lang thang) tại Cộng hoà Dân chủ Congo và Cộng hoà Congo.
Thuật ngữ Trẻ em Ả Rập đường phố xuất hiện ở giữa thế kỷ 19, lần đầu được sử dụng năm 1848, theo OED. Cuốn sách của Horatio Alger Tattered Tom; or, The Story of a Street Arab (Tom giẻ rách; hay, Câu chuyện về một trẻ em Ả Rập đường phố) (1871) là một ví dụ của thời kỳ đầu; nói nói về một cô bé vô gia cư sống bằng tài dí dỏm trên các đường phố New York. Charles Dickens cũng đã góp phần phổ biến nó ở thời kỳ đầu năm 1855 nhưng ở trong một nghĩa có ý xúc phạm hơn khi ông tuyên bố "mộ đứa trẻ Ả Rập đường phố khốn khổ, rách rưới, không được dạy dỗ là xấu xí." Năm 1890, nhà báo người Đan Mạch-Mỹ Jacob Riis đã miêu tả những trẻ em đường phố tại New York trong một bài luận có tựa đề "Trẻ em Ả Rập đường phố". Sự liên kết thời Victoria giữa trẻ em đường phố và người Ả Rập có lẽ phản ánh truyền thống du mục của người Ả Rập những người luôn lang thang; quan niệm ở thế kỷ 19 cho rằng những người không phải người châu Âu từ các nền văn hoá kém văn minh ít thích trẻ em; từ những du khách châu Âu và Mỹ nhìn thấy rất nhiều "trẻ em đường phố" tại các quốc gia Ả Rập trong giai đoạn này; và một khuynh hướng bài ngoại cho rằng họ là nguyên nhân của những vấn đề xã hội. Thuật ngữ này đã không còn được ưa thích.

## Số lượng, phân bố và giới tính

### Số lượng
Những ước tính là khác biệt nhưng một con số thường được đưa ra là số lượng trẻ em sống độc lập trên các đường phố tổng cộng trong khoảng từ 100 triệu tới 150 triệu trên khắp thế giới.
Theo một báo cáo từ Consortium vì Trẻ em Đường phố, một Consortium có trụ sở tại Anh Quốc về những tổ chức phi chính phủ liên quan:
Ước tính các con số ‘trẻ em đường phố’ là sai lầm với rất nhiều khó khăn. Năm 1989, UNICEF ước tính 100 triệu trẻ em đang lớn lên trên các đường phố trong các vùng đô thị trên khắp thế giới. 14 năm sau UNICEF thông báo: ‘Những con số ước tính lớn nhất cao tới 100 triệu’ (UNICEF, 2002: 37). Và thậm chí gần đây hơn: ‘Số lượng chính xác trẻ em đường phố dường như không thể xác định, nhưng con số hầu như chính xác trong khoảng hàng chục triệu trên khắp thế giới. Dường như con số này đang tăng lên’ (UNICEF, 2005:
40-41). Con số 100 triệu vẫn thường được dẫn ra, nhưng không có cơ sở thực tế (xem Ennew
and Milne, 1989; Hecht, 1998; Green, 1998). Tương tự, một vấn đề cũng gây tranh cãi là liệu số lượng trẻ em đường phố đang gia tăng trên toàn cầu hay liệu nhận thức về trẻ em đường phố trong các xã hội đã tăng lên.

### Phân bố
Trẻ em đường phố có thể thấy trên mọi lục địa có người ở đại đa số các thành phố của thế giới. Những ước tính sau cho thấy mức độ toàn cầu của số trẻ em đường phố.
- Ấn Độ 11 triệu[11]
- Ai Cập 1,5 triệu[12]
- Pakistan 1,5 triệu
- Kenya 250.000 - 300.000[13]
- Philippines 250.000[14]
- Congo 250.000
- Morocco 30.000[15]
- Brasil 25.000[16]
- Đức 20.000[17]
- Honduras 20.000
- Jamaica 6.500[18][19]
- Uruguay 3.000[20]

### Giới tính
Dù có những khác biệt giữa các quốc gia, 50% hay hơn số trẻ em đường phố là các cậu bé.

## Lịch sử

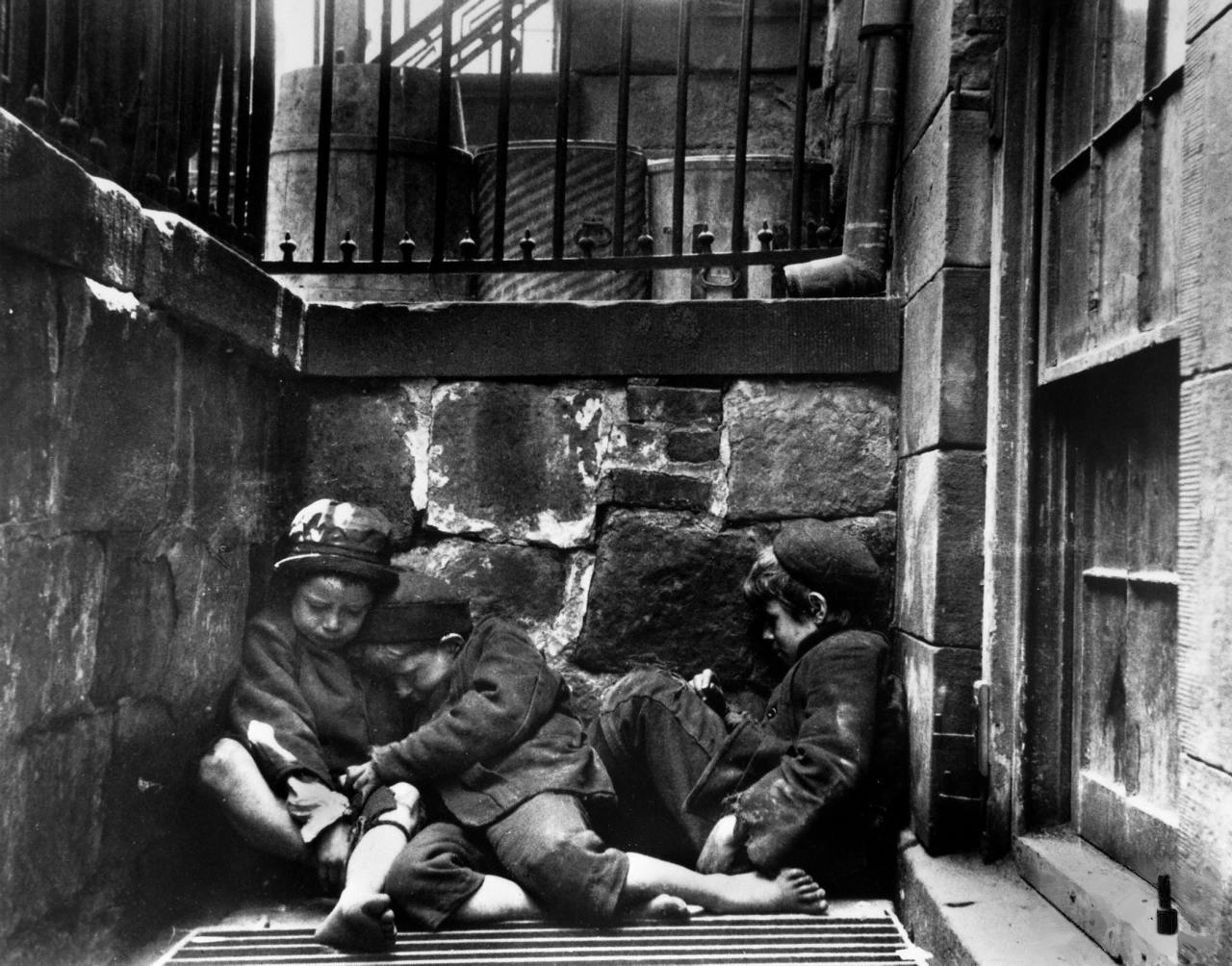
Trẻ em ngủ trên Phố Mulberry - ảnh Jacob Riis New York, Hoa Kỳ (1890)

Trẻ em dùng đường phố làm nhà/nơi sinh sống không phải là một hiện tượng mới hay hiện đại. Trong đoạn mở đầu lịch sử trẻ em bị bỏ rơi tại Nga Xô viết 1918 -1930, Alan Ball đã nói:
Trẻ em mồ côi và bị bỏ rơi từng là một nguồn gốc của đói nghèo từ những thời kỳ sớm nhất. Rõ ràng chúng chiếm đa số trong các thanh niên mại dâm nam ở La Mã thời Augusta, vài thế kỷ sau, khiến một hội đồng nhà thờ năm 442 ở phía nam Gaul tuyên bố: "Về những đứa trẻ bị bỏ rơi: có lời phàn nàn chung rằng chúng đang phải đối mặt với những con chó nhiều hơn là với lòng tử tế." Trong nước Nga thời Sa hoàng, những nguồn tin từ thế kỷ 17 miêu tả những đứa trẻ đói rét cùng cực lang thang trên các con phố, và hiện tượng này vẫn còn sau mọi nỗ lực xoá bỏ sau đó. Từ lâu trước cuộc Cách mạng tháng 10 Nga, thuật ngữ besprizornye đã được dùng rộng rãi.
Năm 1848 Huân tước Ashley đã đề cập tới hơn 30,000 'đứa trẻ trần truồng, bẩn thỉu, lang thang không pháp luật và bị bỏ rơi', trong và xung quanh London.
Tới năm 1922 có ít nhất 7 triệu trẻ em vô gia cư tại Nga vì kết quả của gần một thập kỷ tàn phá của Thế chiến I và Nội chiến Nga. Những đứa trẻ bị bỏ rơi đã lập ra các băng đảng, tạo ra tiếng lóng riêng của bọn chúng, và tham gia vào việc ăn cắp và mại dâm.
Những ví dụ trong văn chương đại chúng gồm tiểu thuyết của Kipling "Kim" một đứa trẻ đường phố tại thuộc địa Ấn Độ, và Gavroche trong Những người khốn khổ của Victor Hugo. Nhóm những đứa trẻ móc túi của Fagin trong "Oliver Twist" cũng như lực lượng không chính quy Phố Baker của Sherlock Holmes phản ánh sự hiện diện của trẻ em đường phố tại London thế kỷ 19.

## Các nguyên nhân
Trẻ em có thể trở thành trẻ em đường phố vì nhiều nguyên nhân cơ bản: Chúng có thể không có lựa chọn – chúng bị bỏ rơi, mồ côi, hay bị cha mẹ chối bỏ. Thứ hai, chúng có thể lựa chọn sống trên đường phố bởi sự ngược đãi hay bỏ bê hay bởi nhà của chúng không hay không thể cung cấp các nhu cầu cơ bản cho chúng. Nhiều trẻ em cũng làm việc trên đường phố bởi gia đình chúng cần các khoản thu nhập từ đó. Nhưng nhà và gia đình là một phần của xã hội rộng lớn hơn và những lý do bên dưới của sự nghèo đói hay tan vỡ nhà cửa và gia đình có thể là bởi xã hội, kinh tế, chính trị hay môi trường hay bất kỳ sự tổng hợp nào của chúng.
Trong một báo cáo năm 1993, WHO đưa ra danh sách những nguyên nhân như sau dẫn tới hiện tượng trẻ em đường phố:
- gia đình tan vỡ
- xung đột vũ trang
- nghèo đói
- các thảm hoạ thiên nhiên và do con người
- nạn đói
- lạm dụng thân thể hay tình dục
- sự khai thác của người lớn
- dịch chuyển chỗ ở do di cư
- đô thị hoá và quá tải dân số
- tiếp nhận và biến đổivăn hoá
- Không được thừa kế hay không được thừa nhận

Những trẻ em trở thành mồ côi do HIV/AIDS là một nguyên nhân khác có thể được đưa vào danh sách này.

## Trẻ em đường phố tại Nga
Tại Nga, trẻ em đường phố thường trú ẩn trong các đường ống ngầm và các hố cáp trong mùa đông lạnh giá. Những ngôi nhà dưới đất đó cung cấp khoảng không, nơi trú ngụ và quan trọng nhất, hơi nóng từ các đường ống dẫn nước và đường ống hơi trung tâm.
Nga có 1 triệu trẻ em đường phố, và một trong bốn vụ tội phạm có liên quan tới trẻ em vị thành niên. Theo chính thức, con số trẻ em không có sự giám sát của cha mẹ là hơn 700,000. Tuy nhiên, các chuyên gia tin rằng con số thực trong khoảng từ 2 đến 4 triệu.

## Trẻ em đường phố tại Ấn Độ

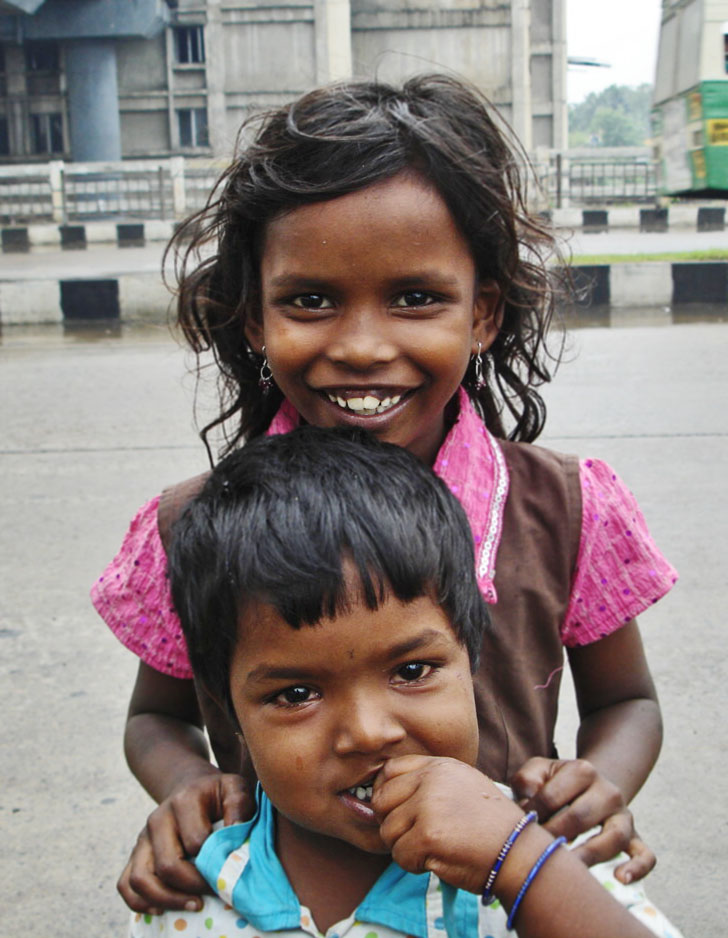
Hai trẻ em đường phố tại Chennai, Ấn Độ

Ấn Độ là nơi có số trẻ em đường phố lớn nhất thế giới, ước tính ở mức 18 triệu. Cộng hoà Ấn Độ là nước rộng thứ bảy và đông dân thứ hai thế giới. Với nền kinh tế đang tăng tốc, Ấn Độ đã trở thành một trong những nước phát triển nhanh nhất. Điều này đã tạo ra một sự ngăn cách giữa người giàu và người nghèo; 22% dân số sống dưới ngưỡng nghèo. Với nạn thất nghiệp, tăng di cư nông thôn-thành thị, sự thu hút của một cuộc sống thành thị và thiếu ý chí chính trị, Ấn Độ hiện có số lao động trẻ em lớn nhất thế giới.
Trẻ em đường phố là đối tượng của suy dinh dưỡng, đói, các vấn đề sức khoẻ, lạm dụng, trộm cắp, khai thác tình dục thương mại trẻ em, bị cảnh sát và các cơ quan đường sắt gây phiền nhiễu, cũng như lạm dụng thân thể và tình dục, dù chính phủ Ấn Độ đã đưa ra các biện pháp ngăn chặn và tuyên bố lao động trẻ em là bất hợp pháp.

## Trẻ em đường phố tại Việt Nam
Theo dữ liệu của Street Educators’ Club, số lượng trẻ em đường phố Việt Nam đã giảm từ 21.000 năm 2003 xuống còn 8.000 năm 2007. Con số đã giảm từ 1,507 xuống 113 tại Hà Nội và từ 8,507 xuống 794 tại Thành phố Hồ chí Minh. Cũng trong thời gian ấy số lượng trẻ em di cư cũng tăng lên. Tuy nhiên, con số này không được xác nhận bởi những định nghĩa khác nhau về trẻ em đường phố. Một số chuyên gia đề cập tới nhiều tiêu chí khác nhau về trẻ em đường phố tại Việt Nam: "trẻ em đã bỏ nhà đi hay không có nhà, và trẻ em ngủ trên đường; trẻ em ngủ trên đường với gia đình hay người giám hộ; trẻ em có một gia đình hay người giám hộ và thường ngủ ở nhà, nhưng làm việc trên đường phố; các di dân kinh tế thuê các phòng trọ với các trẻ em lao động khác; các lao động theo hợp đồng".
Có tới 400 tổ chức nhân đạo và tổ chức phi chính phủ cung cấp sự trợ giúp cho khoảng 15.000 trẻ em đang sống trong những điều kiện thật sự khó khăn.
Trẻ em đường phố ở Việt Nam thường rất hay chửi bậy, những câu như "tổ sư" hay "đ.m" (viết tắt) thường được nhắc đến thường xuyên trong ngôn ngữ giao tiếp thông thường giữa chúng và những người khác. Các bộ phận trên cơ thể (chủ yếu là bộ phận sinh dục) được dẫn chiếu như các món có thể ăn được, tuy nhiên đây lại là sự miệt thị ghê gớm.

## Trẻ em đường phố tại Bucharest, Romania
Một báo cáo của Ủy ban châu Âu năm 2000 ước tính có xấp xỉ 1.000 trẻ em đường phố tại Bucharest, România. Những đứa trẻ này là vô gia cư và là kết quả của những chính sách của cựu lãnh đạo cộng sản Nicolae Ceauşescu, người đã ngăn cấm tránh thai với hy vọng làm tăng dân số Romania. Nhiều đứa trong số những đứa trẻ đó đã bị bỏ rơi hay bỏ trốn khỏi gia đình vì cha mẹ chúng quá nghèo để nuôi chúng.
Một số trẻ em đường phố Romania bị bóc lột bởi các khách du lịch tình dục, chủ yếu tới từ Tây Âu, và nhiều đứa bị trông thấy hít aurolac (một loại sơn gốc nhôm thường được sử dụng để vẽ lên bếp lò đốt củi) từ các túi ni lông, một chất được những người nghiện ngập nhưng không có tiền lựa chọn.
Romania đã có nhiều cố gắng để giảm bớt số lượng trẻ em đường phố xuống dưới mức trung bình của châu Âu. Với các điều kiện kinh tế xã hội đang được cải thiện ở Romania, con số trẻ em đường phố được cho là sẽ giảm.

## Trẻ em đường phố tại Brasil
Chính phủ Liên bang ước tính 31,992 người lớn đang sống ở trên những con phố tại các thành phố lớn. Không có thống kê quốc gia cho trẻ em. Một tổ chức phi chính phủ, tập hợp nhiều con số thống kê và ước tính của chính quyền địa phương cho rằng có khoảng 9578 người sống trên đường phố trẻ hơn 18 tuổi, tại thủ phủ các bang; họ ước tính con số này là 25.000 trên toàn quốc. Tổ chức này cũng chỉ ra rằng đa số trẻ em sống trên đường phố là thanh niên, chứ không phải trẻ em.
Các biện pháp chính để sống trên các đường phố Brasil gồm: tìm kiếm thức ăn trong những thùng rác hay đồ bỏ đi; đánh giày, ăn trộm, mại dâm, buôn lậu ma tuý, và trình diễn trên phố.
Một số trẻ em đường phố được biết đã bị cảnh sát hay các thành viên công cộng đánh đập và giết hại và có thể phải đối mặt với việc bị bỏ tù, suy dinh dưỡng, dịch bệnh và AIDS.

### Những nguyên nhân ở bên dưới
Brasil là nước lớn thứ năm trên thế giới với dân số xấp xỉ 190 triệu người. Sự bất bình đẳng giàu nghèo trong xã hội Brasil ở một trong những mức cao nhất. Bản mẫu:Reference necessary
Trẻ em đường phố là một vấn đề đô thị có căn nguyên từ tình trạng nghèo đói ở vùng nông thôn, sao lãng và cưỡng bức, thập chí là dùng bạo lực một số người rời bỏ đất đai.
Vấn đề này được nêu bật bởi thực tế dân cư đô thị đang ngày càng trẻ đi. Chỉ riêng tại Mỹ Latinh, những dự đoán cho năm 2020 cho thấy sẽ có 300 trẻ em tại các khu đô thị, 30% trong số đó rất nghèo [Ref: Independent Commission on International Issues]. 78% dân số Brasil sống tại các thành phố và thị trấn.
Sự nghèo đói kinh niên, công nghiệp hoá nhanh chóng và phát triển của các khu ổ chuột (favelas) đô thị đã dẫn tới tình trạng biến động kinh tế và xã hội trên diện rộng. Sự nghèo đói cùng cực có nghĩa là sự tan rã gia đình, bạo lực và tan vỡ trở nên phổ biến.

### Đội tử thần
Đa số trẻ em đường phố Brasil có nguy cơ bị giết trước khi đủ 18 tuổi. Từ 4 tới 5 thiếu niên bị giết hàng ngày và cứ 12 phút một đứa trẻ bị đánh. Những con số thấp nhất cho rằng 2 đứa trẻ bị giết mỗi ngày.
Có những báo cáo cho rằng một số trẻ em đã bị hành quyết và/hay làm tổn hại. Tháng 7 năm 1993, tám trẻ em và thiếu niên đã bị giết trong một cuộc bắn giết gần Nhà thờ Candelária ở Rio de Janeiro. Sự kiện này được đưa tin rộng rãi khắp thế giới, và những vụ giết trẻ em đường phố hàng ngày ở Brasil đã bị chỉ trích kịch liệt. Vì thế, các phi đội tử thần đã đi vào hoạt động bí mật. Tuy nhiên, các quan chức tham nhũng vẫn mang tiếng có liên quan - tại São Paulo, 20% vụ giết người do cảnh sát thực hiện trong những tháng đầu năm 1999 là chống lại trẻ em. Bản mẫu:Facts

### Băng đảng ma tuý
Các băng đảng ma tuý hiện chiếm gần một nửa các vụ giết hại trẻ em ở Rio de Janeiro [Khu vực bầu cử Bang Rio de Janeiro]. Từ thập niên 1990, một nền văn hoá ma tuy dai dẳng đã phát triển. Ngày nay, Brasil là nước tiêu thụ cocaine đứng thứ hai thế giới, chỉ sau Mỹ. Tại các khu ổ chuột (nơi 25% dân số thành phố sinh sống) các băng đảng ma tuý kiểm soát những khu bạo lực kinh khủng nhất. Một số trẻ em đường phố được tuyển mộ bởi các băng đảng ma tuý và được trao súng để tự vệ. Sau đó chúng vận chuyển ma tuý và đưa tin giữa người bán và người mua. Cơ hội để một đứa trẻ chết trong các khu vực ma tuý ở các khu ổ chuột là "tám đến chín lần lớn hơn ở Trung Đông". [Ref: Save The Children]

## Các giải pháp chính phủ và phi chính phủ

### Những giải pháp chính phủ
Bởi chưa tới tuổi thành niên, trẻ em đường phố không có đại diện bên trong quá trình quản lý. Chúng không có quyền bỏ phiếu của mình cũng không có qua sự uỷ nhiệm với cha mẹ, những người mà chúng dường như không có quan hệ. Trẻ em đường phố cũng không có bất kỳ đòn bẩy kinh tế nào. Các chính phủ, vì thế, có thể ít chú ý tới chúng.
Các quyền của trẻ em đường phố thường bị chính phủ bỏ quan thậm chí hầu như với mọi chính phủ trên thế giới đã phê chuẩn Hiến chương Liên hiệp quốc về Quyền Trẻ em. Các chính phủ thường bị quấy rầy bởi trẻ em đường phố và có thể lên án các bậc cha mẹ hay các quốc gia láng giềng. 
Các tổ chức phi chính phủ (NGOs) cũng có thể bị lên án vì khuyến khích trẻ em sống trên đường phố khi biến cuộc sống trên đường phố trở nên dễ dàng và hấp dẫn hơn thông qua các dịch vụ do họ cung cấp.
Khi các chính phủ thực thi các biện pháp giải quyết vấn đề trẻ em đường phố, chúng thường là việc đưa trẻ em vào các trại mồ côi, nhà cho trẻ vị thành niên hay các cơ sở trừng phạt. Tuy nhiên, một số trẻ em đang ở trên đường phố bởi chúng đã bỏ chạy khỏi các cơ sở đó và một số chính phủ thích hỗ trợ hay làm việc cùng với sự tham gia của các chương trình phi chính phủ. Các chính phủ thỉnh thoảng tiến hành các cuộc bố ráp khi họ đưa tất cả trẻ em ra khỏi các đường phố và đưa chúng tới những nơi khác để giam giữ.
Trong những trường hợp cực đoan nhất, các chính phủ có thể chấp nhận hay tham gia một cách toan tính vào các chiến dịch dọn dẹp xã hội để giết trẻ em đường phố. Ví dụ tại Brasil, "Cảnh sát nói các đội tử thần kiếm từ $40 đến $50 khi giết một đứa trẻ em đường phố và lên tới $500 cho một người lớn. Tháng 1, Bộ trưởng Y tế Alceni Guerra nói chính phủ có bằng chứng rằng '"các thương nhân đang cung cấp tài chính thậm chí chỉ đạo việc giết trẻ em đường phố.'"

### Các giải pháp phi chính phủ
Các tổ chức phi chính phủ sử dụng rất nhiều chiến lược để cung cấp các nhu cầu và các quyền của trẻ em đường phố. Chúng có thể được xếp tiêu chí như sau:
- Ủng hộ - thông qua truyền thông và tiếp xúc với các cơ quan chính phủ có thể gây sức ép để quyền của trẻ em đường phố được tôn trọng.
- Ngăn chặn - các chương trình hoạt động để ngăn trẻ em khỏi ra đường, thông qua gia đình và giáo dục cũng như hỗ trợ của cộng đồng.
- Tổ chức
  - các chương trình phục hồi nhà ở - một số cơ quan cung cấp một môi trường được cách ly khỏi đường phố nơi các hoạt động tập trung vào hỗ trợ trẻ em hồi phục khỏi thuốc phiện, sự lạm dụng thân thể hay tình dục.
  - các ngôi nhà trú ngụ và chăm sóc hoàn toàn - giai đoạn cuối cùng trong nhiều chương trình của các cơ quan là khi đứa trẻ không còn ở trên đường phố mà sống hoàn toàn trong môi trường được cơ quan cung cấp. Một số cơ quan khuyến khích ghép các đứa trẻ vào các gia đình riêng. Các cơ quan khác lập ra những ngôi nhà nơi một số lượng nhỏ trẻ em sống với nhau cùng với cha mẹ do cơ quan đó sử dụng. Các cơ quan khác lập ra các trung tâm chăm sóc với một lượng lớn trẻ em. Một số cơ quan còn có cả chương trình tiếp nối giám sát và chỉ bảo cho trẻ em và các gia đình sau khi đứa trẻ đã rời khỏi chương trình cư trú.
- Các chương trình ngay trên phố - các chương trình này có mục đích làm giảm nhẹ những ảnh hưởng tiêu cực nhất của cuộc sống đường phố với trẻ em bằng cách cung cấp các dịch vụ cho chúng ngay trên đường phố. Những chương trình này thường không tốn kém và phục vụ một số lượng lớn trẻ em hơn các chương trình kiểu tổ chức bởi trẻ em vẫn phải tự kiếm sống cho mình trên phố.
  - chương trình cung cấp thức ăn
  - chương trình y tế
  - chương trình luật pháp
  - giáo dục đường phố
  - dịch vụ tài chính (các chương trình ngân hàng và doanh nghiệp)
  - tái hoà nhập gia đình
  - các trung tâm thu nhận/nơi cư ngụ buổi đêm
  - các chương trình nâng cao được thiết kế để đưa trẻ em vào mối quan hệ chặt chẽ hơn với cơ quan
- Tạo lập ý thức - thay đổi thái độ của trẻ em đường phố về hoàn cảnh của chúng - tự coi chúng là đứa trẻ có hoàn cảnh không may mắn và trở nên người thụ hưởng giúp đỡ một cách tích cực chứ không phải tiêu cực.[59][60]

Nhiều chương trình sử dụng nhiều chiến lược trong số đó và một đứa trẻ sẽ trải qua một số giai đoạn trước khi nó "tốt nghiệp". Đầu tiên đứa trẻ sẽ được tiếp xúc bởi một chương trình mở rộng, sau đó có thể tham gia vào một chương trình trung tâm trợ giúp, dù vẫn sống trên phố. Sau đó đứa trẻ có thể được chấp nhận vào một nơi ở và cuối cùng là chăm sóc tại nơi ở thường xuyên nơi nó được cách ly hoàn toàn khỏi đời sống đường phố.